# Ricardo Henrique Schuck Friedrich
Ricardo Henrique Schuck Friedrich, noto come Ricardo o Ricardo Friedrich (Candelária, 4 maggio 1995), è un calciatore brasiliano, portiere del Malmö FF.

## Carriera
Cresciuto nell'Internacional, Ricardo ha successivamente giocato con la maglia dell'Ituano. Nel 2015 è passato all'Esportivo.
Il 30 aprile 2015, i finlandesi del RoPS hanno reso noto l'ingaggio di Ricardo, che si è legato al nuovo club con un accordo annuale. Il brasiliano è stato tesserato per sostituire il portiere titolare della squadra, Tomer Chencinski, che aveva subito un infortunio che lo avrebbe tenuto fuori per qualche settimana.
L'8 maggio 2015 ha quindi esordito in Veikkausliiga, schierato titolare nella vittoria per 1-2 arrivata sul campo del Jaro. Nel corso della stagione, ha militato anche nelle file del Santa Claus. Tornato al RoPS alla fine del campionato 2015, ha contribuito al 2º posto con cui la squadra ha chiuso l'annata.
Il 23 dicembre 2015 ha rinnovato il contratto che lo legava al RoPS, per altre due stagioni.
Il 18 marzo 2017, Ricardo ha firmato un contratto annuale con i norvegesi del Bodø/Glimt. Il 9 aprile ha debuttato quindi in 1. divisjon, schierato titolare nel pareggio per 1-1 maturato sul campo dell'Åsane. Ha contribuito alla promozione in Eliteserien della squadra.
Il 12 dicembre 2017 ha prolungato il contratto che lo legava al Bodø/Glimt, per le successive due stagioni. Il 29 aprile 2018 ha giocato la prima partita nella massima divisione locale, nel pareggio per 0-0 in casa del Sarpsborg 08.
Il 31 gennaio 2020 si è accordato con i turchi dell'Ankaragücü. Il 7 febbraio ha pertanto giocato la prima partita in Süper Lig, nella vittoria per 0-1 arrivata in casa dello Yeni Malatyaspor.
Il 24 novembre 2021 gli svedesi del Kalmar hanno annunciato il suo ingaggio valido a partire dal gennaio seguente fino al dicembre del 2024. Al suo primo anno in Svezia è stato votato come miglior portiere dell'Allsvenskan 2022. Dopo due stagioni al Kalmar, al termine della stagione 2023 ha sfruttato un'opzione contrattuale che gli permetteva di uscire dal contratto, svincolandosi.
Il 5 gennaio 2024 è diventato ufficialmente un giocatore del Malmö FF, squadra allenata da Henrik Rydström ovvero lo stesso tecnico che il portiere brasiliano aveva avuto nel suo primo anno a Kalmar. Nell'Allsvenskan 2024, vinta proprio dal Malmö, Friedrich ha disputato dieci partite alternandosi con Johan Dahlin, che invece ne ha giocate venti.

## Statistiche

### Presenze e reti nei club
Statistiche aggiornate al 12 novembre 2021.
| Stagione          | Squadra           | Campionato        | Campionato | Campionato | Coppe nazionali | Coppe nazionali | Coppe nazionali | Coppe continentali | Coppe continentali | Coppe continentali | Altre coppe | Altre coppe | Altre coppe | Totale | Totale | Totale |
| Stagione          | Squadra           | Comp              | Pres       | Reti       | Comp            | Pres            | Reti            | Comp               | Pres               | Reti               | Comp        | Pres        | Reti        | Pres   | Reti   |        |
| ----------------- | ----------------- | ----------------- | ---------- | ---------- | --------------- | --------------- | --------------- | ------------------ | ------------------ | ------------------ | ----------- | ----------- | ----------- | ------ | ------ | ------ |
| 2014              | Ituano            | A1/SP             | 0          | 0          | CB              | 0               | 0               | -                  | -                  | -                  | -           | -           | -           | 0      | 0      |        |
| 2015              | RoPS              | VL                | 17         | -14        | CF+CdL          | 0               | 0               | -                  | -                  | -                  | -           | -           | -           | 17     | -14    |        |
| 2016              | RoPS              | VL                | 14         | -11        | CF+CdL          | 1+3             | -4+-2           | UEL                | 0                  | 0                  | -           | -           | -           | 18     | -17    |        |
| Totale RoPS       | Totale RoPS       | Totale RoPS       | 31         | -25        |                 | 4               | -6              |                    | -                  | -                  |             | -           | -           | 35     | -31    |        |
| 2017              | Bodø/Glimt        | 1D                | 22         | -23        | CN              | 0               | 0               | -                  | -                  | -                  | -           | -           | -           | 22     | -23    |        |
| 2018              | Bodø/Glimt        | ES                | 23         | -25        | CN              | 3               | -5              | -                  | -                  | -                  | -           | -           | -           | 26     | -30    |        |
| 2019              | Bodø/Glimt        | ES                | 29         | -44        | CN              | 1               | -1              | -                  | -                  | -                  | -           | -           | -           | 30     | -45    |        |
| Totale Bodø/Glimt | Totale Bodø/Glimt | Totale Bodø/Glimt | 74         | -92        |                 | 4               | -6              |                    | -                  | -                  |             | -           | -           | 78     | -98    |        |
| gen.-giu. 2020    | Ankaragücü        | SL                | 13         | -19        | CT              | -               | -               | -                  | -                  | -                  | -           | -           | -           | 13     | -19    |        |
| 2020-2021         | Ankaragücü        | SL                | 24         | -39        | CT              | 0               | 0               | -                  | -                  | -                  | -           | -           | -           | 24     | -39    |        |
| Totale Ankaragücü | Totale Ankaragücü | Totale Ankaragücü | 37         | -58        |                 | 0               | 0               |                    | -                  | -                  |             | -           | -           | 37     | -58    |        |
| Totale carriera   | Totale carriera   | Totale carriera   | 142        | -175       |                 | 8               | -12             |                    | 0                  | 0                  |             | -           | -           | 150    | -187   |        |

## Palmarès

### Club

#### Competizioni nazionali
- Campionato svedese: 1

Malmö: 2024
- Coppa di Svezia: 1

Malmö: 2023-2024